# 縣道126號
縣道126號（外埔－永興），西起苗栗縣後龍鎮外埔海濱，沿途經苗栗縣頭屋鄉與台13線共線，東至苗栗縣獅潭鄉永興，全長共計29.683公里。
- 起點，位於苗栗縣後龍鎮
- 終點，位於苗栗縣獅潭鄉台3線上

## 歷史沿革
2017年9月14日，中華民國交通部公告將後龍鎮中華路等路段納編為縣道126號
，原縣道126號5k+817－6k+879路段解編，路線名稱不變，里程調整為29.841公里。
2019年5月24日，中華民國交通部公告將明德水庫新闢停車場前之道路納編為縣道126號，原縣道126號19k+674－20k+064路段解編，路線名稱不變，里程調整為29.683公里。

## 行經行政區域
全線均位於苗栗縣境內。
| 後龍鎮 | 外埔       | 0.000  | （地區道路）      | 公路起點         |
| 後龍鎮 | 外埔       | －     | 苗8線             | 苗8線起點        |
| 後龍鎮 | 外埔       | －     | 苗11線            | 苗11線起點       |
| 後龍鎮 | 水尾子     | －     | （地區道路）      |                  |
| 後龍鎮 | 溪洲交流道 | 4.270  | 台61線            |                  |
| 後龍鎮 | 溪洲       | －     | 苗11-1線          |                  |
| 後龍鎮 | 後龍市區   | －     | 苗9線             | 苗9線終點        |
| 後龍鎮 | 後龍市區   | －     | 苗12線            |                  |
| 後龍鎮 | 後龍市區   | 7.174  | 台1線             |                  |
| 後龍鎮 | 大         | －     | （地區道路）      |                  |
| 後龍鎮 | 二張犁     | －     | 苗13線            |                  |
| 後龍鎮 | 二張犁     | 11.200 | 台13甲線          |                  |
| 頭屋鄉 | 外獅潭     | －     | （地區道路）      |                  |
| 頭屋鄉 | － 隧道    |        |                   |                  |
| 頭屋鄉 | 中興       | －     | 苗25線            | 苗25線起點       |
| 頭屋鄉 | 中興       | －     | 苗15線            | 苗15線終點       |
| 頭屋鄉 | －         |        |                   |                  |
| 頭屋鄉 | 頭屋市區   | 15.900 | 台13線            | 與台13線共線起點 |
| 頭屋鄉 | 頭屋交流道 | 16.400 | 國道一號 · 台13線 |                  |
| 頭屋鄉 | －         |        |                   |                  |
| 頭屋鄉 | 朳仔岡     | －     | 台13線 · 苗22線   | 苗22線起點       |
| 頭屋鄉 | －         |        |                   |                  |
| 頭屋鄉 | 仁隆       | －     | 台13線 · 苗16線   | 苗16線起點       |
| 頭屋鄉 | －         |        |                   |                  |
| 頭屋鄉 | 老田寮     | 19.450 | 台13線            | 與台13線共線終點 |
| 頭屋鄉 | 老田寮     | －     |                   |                  |
| 頭屋鄉 | 老田寮     | －     | （地區道路）      |                  |
| 頭屋鄉 | 老田寮     | －     |                   |                  |
| 頭屋鄉 | 老田寮     | －     | （地區道路）      |                  |
| 頭屋鄉 | －         |        |                   |                  |
| 頭屋鄉 | 神秘谷     | －     | 苗16線            | 苗16線終點       |
| 頭屋鄉 | －         |        |                   |                  |
| 頭屋鄉 | 南窩       | －     | （地區道路）      |                  |
| 頭屋鄉 | 南窩       | －     |                   |                  |
| 頭屋鄉 | 南窩       | －     | （無）            |                  |
| 獅潭鄉 | 永興       | 29.683 | 台3線             | 公路終點         |
| 共線   |            |        |                   |                  |

## 沿線路名
- 勝利路
- 勝利街
- 中華路
- 龍和路
- 中山路
- 新東路
- 中興街
- 中山街
- 中正街
- 象山路
- 明德路

## 沿線設施與景點
- 溪洲交流道（ 台61線）
- 苗栗縣後龍鎮溪洲國民小學
- 仁德醫護管理專科學校
- 苗栗縣立後龍國民中學
- 後龍車站（海岸線）
- 苗栗縣後龍鎮公所
- 苗栗縣立維真國民中學
- 高鐵苗栗站
- 客家圓樓
- 豐富車站（臺中線）
- 苗栗縣立頭屋國民中學
- 苗栗縣頭屋鄉公所
- 頭屋交流道（ 國道一號）
- 苗栗縣頭屋鄉明德國民小學
- 明德水庫
- 永春宮
- 苗栗縣獅潭鄉永興國民小學